# Педурань
Педурань, Педурані (рум. Pădurani) — село у повіті Тіміш в Румунії. Входить до складу комуни Менештіур.
Село розташоване на відстані 354 км на північний захід від Бухареста, 65 км на схід від Тімішоари.

## Населення
За даними перепису населення 2002 року у селі проживали 95 осіб.
Національний склад населення села:
| Національність | Кількість осіб | Відсоток |
| -------------- | -------------- | -------- |
| румуни         | 81             | 85,3%    |
| українці       | 14             | 14,7%    |

Рідною мовою назвали:
| Мова       | Кількість осіб | Відсоток |
| ---------- | -------------- | -------- |
| румунська  | 81             | 85,3%    |
| українська | 14             | 14,7%    |